# الرعاية الصحية في إسرائيل

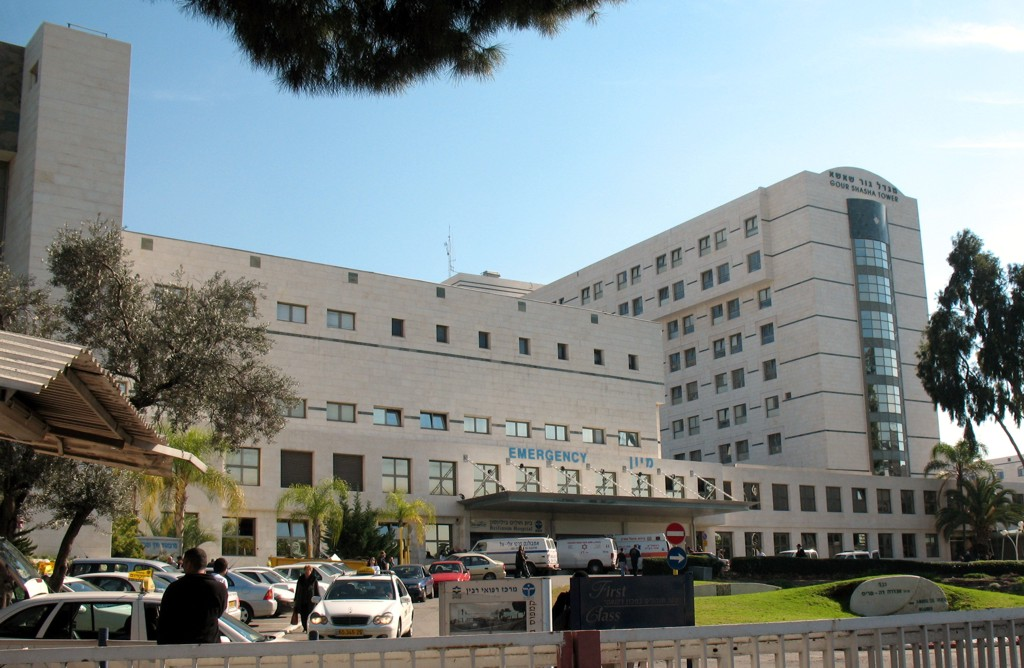

تعد الرعاية الصحية في إسرائيل شاملة وتعد المشاركة في خطة التأمين الطبي إلزامية. يحق لكل المواطنين الإسرائيليين الحصول على الرعاية الصحية الأساسية بصفتها حقًا أساسيًا. ويعتمد نظام الرعاية الصحية الإسرائيلي على قانون التأمين الصحي الوطني لعام 1995، الذي يفرض على جميع المواطنين المقيمين في البلاد الانضمام إلى واحدة من مؤسسات التأمين الصحي الرسمية الأربعة، والمعروفة باسم كوبات حوليم (أي «صناديق المرضى») والتي تعمل كمنظمات غير ربحية ويمنعها القانون من رفض عضوية أي مقيم في إسرائيل. يمكن للإسرائيليين زيادة تغطيتهم الطبية وتحسين خياراتهم عبر شراء تأمين صحي خاص. في مسح شمل 48 دولة عام 2013، احتل النظام الصحي في إسرائيل المرتبة الرابعة في العالم من حيث الكفاءة، وفي عام 2014 احتل المرتبة السابعة بين 51 دولة. في عام 2015، جاءت إسرائيل في المرتبة السادسة صحيًا في العالم حسب تصنيفات بلومبيرغ وفي المرتبة الثامنة من حيث متوسط العمر المتوقع.

## لمحة تاريخية

### العهد العثماني
خلال العهد العثماني، كانت الرعاية الصحية في منطقة فلسطين ضعيفة ومتخلفة. تحكم المبشرون المسيحيون بمعظم المؤسسات الطبية، وجذبوا الفقراء من خلال تقديم رعاية مجانية. في أواخر القرن التاسع عشر، حين بدأ مجتمع اليشوف، وهم مجتمع اليهود قبل قيام دولة إسرائيل، بالنمو في أعقاب عليا الأولى، حاول اليهود إنشاء نظامهم الطبي الخاص. في عام 1872، استقر ماكس ساندريكزكي، وهو طبيب مسيحي ألماني، في القدس وافتتح أول مستشفى للأطفال في البلاد باسم مارينشتيفت، واستقبل أطفالًا من جميع الأديان. عيّنت المستوطنات الزراعية اليهودية، التي دعمها البارون إدموند دي روتشيلد ماليًا، طبيبًا كان يتنقل بين المجتمعات ويدير صيدلية في يافا، التي كان يزورها مرتين في الأسبوع.
في عام 1902، افتُتح أول مستشفى يهودي في البلدة القديمة في القدس باسم شعاري تسيديك. وبُنيت مستشفيات يهودية إضافية في القدس ويافا. في عام 1911، تأسس صندوق صحة العاملين في يهودا، والذي تطور لاحقًا إلى خدمات كلاليت الصحية، وكان أول صندوق تأمين صحي صهيوني في البلاد.
خلال الحرب العالمية الأولى، أغلقت السلطات العثمانية المستشفيات اليهودية في القدس ويافا. استولى الجيش العثماني على المعدات الطبية وجنّد معظم الأطباء. مع نهاية الحرب واحتلال بريطانيا لفلسطين، بقي اليشوف دون نظام مستشفيات فعال. في عام 1918، أسست منظمة هداسا الصهيونية النسائية الأمريكية الوحدة الطبية الصهيونية الأمريكية (أيه زيد إم يو) لإعادة بناء النظام الطبي لليشوف. بمساعدة الوحدة الطبية الصهيونية الأمريكية والمساهمات الأجنبية، أعيد فتح المستشفيات اليهودية، وأُنشِئ مستشفى جديد في يافا. في عام 1919، افتُتِحت المستشفيات في صفد وطبرية، وافتتح مستشفى واحد في حيفا في عام 1922. تحولت الوحدة الطبية الصهيونية الأمريكية إلى اتحاد هداسا الطبي، الذي أشرف على النظام الصحي لليشوف.

### الانتداب البريطاني
مع بداية الحكم البريطاني، اتُخذت تدابير لتحسين الصحة العامة في المنطقة. بدأت التدابير خلال الحكم العسكري البريطاني، واستمرت في التطور مع إنشاء الانتداب البريطاني في عام 1922. في القدس، أُزيلت أكوام القمامة المتراكمة، ورُكبت حاويات القمامة العامة؛ أُعطيت اللقاحات لجميع السكان ضد الجدري، وغُطيت أحواض المياه والصهاريج بطارد البعوض كجزء من حملة القضاء على الملاريا. في عام 1929، أرسلت اللجنة الصهيونية والسلطات البريطانية عالم الأوبئة اليهودي جدعون مير إلى روش بينا لينشئ مختبرًا لأبحاث الملاريا. كان مختبر مير مفيدًا في القضاء على المرض. أشرفت هداسا على الحملة ضد الملاريا حتى عام 1927، حين سلمت المنظمة المسؤولية إلى السلطات. سيّرت إدارة الانتداب أيضًا قسم الصحة الذي أدار المستشفيات والعيادات والمختبرات الخاصة به. اهتمت وزارة الصحة في المقام الأول بالعاملين البريطانيين المقيمين في إسرائيل ووفرت الخدمات الصحية للسكان العرب. استُثمر القليل على الصحة اليهودية، إذ افترض الانتداب أن اليشوف كان قادرًا على إدارة نظام الرعاية الصحية الخاص به. مع توسع اليشوف عبر العليا الثالثة والرابعة، زاد عدد المرافق الطبية اليهودية الجديدة. وتضاعف عدد أسرة مستشفى هداسا ثلاث مرات. وأنشِئت مستشفيات يهودية وصناديق تأمين صحي جديدة. كان اتحاد الهستدروت للعمال الموفر الرئيسي الآخر للرعاية الصحية إلى جانب هداسا، وكان لديه صندوق مرضى خاص به، وبحلول عام 1946 أدار مستشفيين ومئات من العيادات والمراكز الصحية. بالإضافة إلى ذلك، أُنشئت بعض المراكز الطبية والصناديق الصحية الخاصة.

### دولة إسرائيل
شكّل نظام يشوف الصحي أساس نظام الرعاية الصحية الإسرائيلي مع قيام دولة إسرائيل عام 1948. استبدلت الحكومة الإسرائيلية قسم الصحة في الانتداب البريطاني بوزارة الصحة، وأنشأت مكاتب صحية إقليمية ومكاتب خدمة وبائية. استولت الدولة على مرافق المستشفيات التي كانت تديرها السلطات البريطانية سابقًا، وأُنشئت مستشفيات وعيادات جديدة. بحلول نهاية عام 1948، حصل 53% فقط من السكان اليهود في إسرائيل على تأمين، وتوفر ذلك لـ 80% منهم من قبل كلاليت، وتواجد عدد قليل من الصناديق الصحية الصغيرة التي غطت القسم الباقي. على مدى السنوات التالية، توسع نظام الرعاية الصحية في إسرائيل، وخلال عقد واحد، حصل 90% من الشعب على تأمين.
في عام 1973، سُن قانون أجبر جميع أصحاب العمل على المشاركة في التأمين الطبي لعمالهم، عن طريق الدفع المباشر لخطط تأمين عمالهم. تغير إلزام المشاركة في النهاية وتناقصت أهميته في عام 1991.
قبل سن قانون التأمين الصحي الوطني في عام 1995، كان نظام الرعاية الصحية الإسرائيلي قائمًا على سلسلة من صناديق المرضى التي تعمل بشكل مستقل، والتي عُرِفت باسم كوبات حوليم. واعتُبرت خدمات كلاليت الصحية أكبر صندوق من بينها، وكان تابعًا لاتحاد الهستدروت للعمال. تواجدت في البداية ستة صناديق كوبات حوليم أخرى، على الرغم من أن العدد هبط إلى أربعة بعد دمج اثنين منهم. كانت هناك سلسلة من المستشفيات التابعة للحكومة، قُدر عددها بنحو 29 مستشفى في عام 1987. امتلكت كلاليت سلسلة من المستشفيات، بالإضافة إلى عيادات في كل مدينة وبلدة وقرية وكيبوتس تقريبًا. تواجدت منظمات أخرى حافظت على بعض مرافقها الطبية الخاصة ومولت استشفاء عملائها في المستشفيات الحكومية. بالنسبة للتأمين الصحي، كان على الناس دفع أقساط متفاوتة حسب الدخل. ودعمت الحكومة الصناديق الصحية. وأخيرًا، تواجد بعض الأطباء الخاصين وعدد قليل جدًا من المستشفيات الخاصة، وغطت بعض الخطط الصحية باهظة الثمن الرعاية الصحية الخاصة. تفاوت مستوى التغطية الصحية التي قدمها كوبات حوليم. علاوة على ذلك، كانت كلاليت الوحيدة التي لم تشترط دخول الأعضاء الجدد بناءً على العمر أو الظروف الموجودة مسبقًا أو العوامل الأخرى، على الرغم من أن العضوية في اتحاد الهستدروت للعمال كانت شرطًا مسبقًا للعضوية في كلاليت. عنى ذلك أن الأشخاص الذين لم يكن لديهم (أو لم يتمكنوا) مثل هذا الانتماء وكانوا غير قادرين على الانضمام إلى صندوق مرضى آخر افتقروا إلى تغطية التأمين الصحي. ومع ذلك، وفرت الصناديق الأربعة التأمين لأكثر من 90% من السكان.
في عام 1988، عينت الحكومة لجنة تحقيق لفحص فعالية وكفاءة نظام الرعاية الصحية الإسرائيلي، برئاسة شوشانا نتنياهو. سلمت اللجنة تقريرها النهائي عام 1990. وكانت التوصية الرئيسية لهذا التقرير سن قانون التأمين الصحي الوطني في إسرائيل. روّج وزير الصحة حاييم رامون لهذه التوصية وقُبل قانون التأمين الصحي الوطني من قبل الكنيست في عام 1994 ودخل حيز التنفيذ في الأول من يناير 1995. بعد سن قانون عام 1995، كانت العضوية في أي من صناديق كوبات حوليم الأربعة مضمونة بالقانون، وقُطعت العلاقة بين كلاليت والهستدروت، وأصبح من حق السكان الإسرائيليين الحصول على نفس سلة الخدمات الأساسية بغض النظر عن الصندوق الذي ينتمون إليه، وسُمح لهم بالتبديل بين الصناديق مرة واحدة في العام.
في أواخر العقد الأول من القرن الحادي والعشرين، أصبح النقص المستقبلي في الأطباء والممرضات مصدر قلق، إذ انخفض معدل الأطباء المتخرجين من كليات الطب في إسرائيل سنويًا إلى 300، أي أقل من اللازم بقدر 200 طبيب، وبدأ العديد من الأطباء والممرضات السوفييت المهاجرين بالتقاعد. وقُدر أن هذا العدد سيرتفع في النهاية إلى 520 مع افتتاح كلية الطب الخامسة، ولكن لا يزال ذلك أقل من 900 خريجًا، أي أقل من العدد المطلوب في عام 2022. أدى هذا الأمر إلى مخاوف من نقص العاملين في المجال الطبي، ما قد يهدد جودة وسرعة الرعاية الطبية الرعاية في البلاد. نتيجة لذلك، بدأت إسرائيل في تقديم حوافز للأطباء اليهود للهجرة من الخارج وممارسة الطب في إسرائيل. في البداية، هاجر نحو 100 طبيب فقط من الاتحاد السوفيتي السابق بموجب هذا البرنامج كل عام، لكن البرنامج يجذب الآن أطباء من أمريكا الشمالية وأوروبا الغربية. دعت لجنة تحقيق تبحث في القضية إلى تقديم حوافز لطلاب الطب الإسرائيليين الذين لم يحصلوا على قبول في إسرائيل وذهبوا لدراسة الطب في الخارج للعودة إلى إسرائيل، ولإلغاء برنامج يتضمن 150 طالبًا دوليًا يدرسون الطب في إسرائيل. بالإضافة إلى ذلك، أعلنت وزارة الصحة الإسرائيلية عن إطلاق مهنة جديدة لمساعدي التمريض، وزيادة برامج تعليم التمريض في الكليات. بدأت إسرائيل أيضًا برنامجًا يعمل بموجبه أطباء من أوروبا الشرقية في إسرائيل في مجالات مثل طب الأطفال والطب الباطني.